# 金坑乡 (崇义县)
金坑乡，是中华人民共和国江西省赣州市崇义县下辖的一个乡镇级行政单位。

## 行政区划
金坑乡下辖以下地区：
金坑村、圆田村、竹坑村、坪洋村和红胜村。